# Robert Bernard Hall

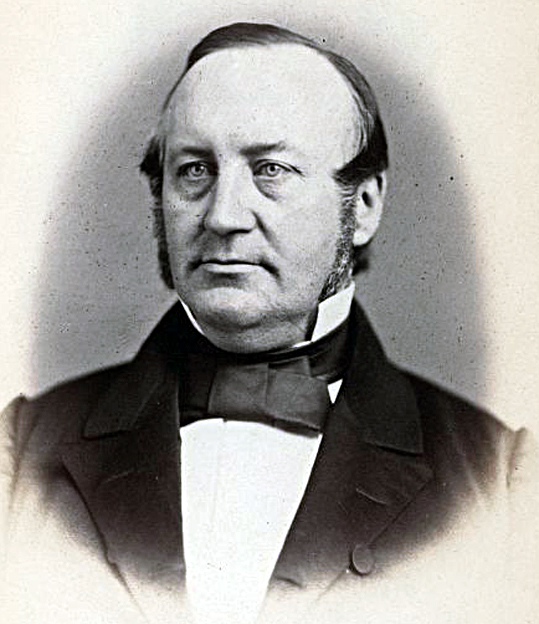
Robert Bernard Hall (1859)

Robert Bernard Hall (* 28. Januar 1812 in Boston, Massachusetts; † 15. April 1868 in  Plymouth, Massachusetts) war ein US-amerikanischer Politiker. Zwischen 1855 und 1859 vertrat er den Bundesstaat Massachusetts im US-Repräsentantenhaus.

## Werdegang
Robert Hall besuchte ab 1822 die Boston Latin School. Nach einem anschließenden Theologiestudium und seiner im Jahr 1834 erfolgten Ordination begann er sich als kongregationalistischer Geistlicher zu betätigen. Hall schloss sich schon früh der Bewegung gegen die Sklaverei an. Im Jahr 1832 wurde er eines der zwölf ersten Mitglieder der von William Lloyd Garrison gegründeten New-England Anti-Slavery Society. Später zog er nach Plymouth. Politisch war er in den frühen 1850er Jahren Mitglied der American Party. Danach wechselte er zur 1854 gegründeten Republikanischen Partei. Im Jahr 1855 gehörte er dem Senat von Massachusetts an.
Bei den Kongresswahlen des Jahres 1854 wurde Hall als Kandidat der American Party im ersten Wahlbezirk von Massachusetts in das US-Repräsentantenhaus in Washington, D.C. gewählt, wo er am 4. März 1855 die Nachfolge von Thomas D. Eliot antrat. Nach einer Wiederwahl als Republikaner konnte er bis zum 3. März 1859 zwei Legislaturperioden im Kongress absolvieren. Diese waren von den Ereignissen im Vorfeld des Bürgerkrieges geprägt.
Im Jahr 1866 war Robert Hall Delegierter zur Union Convention in Philadelphia.